# Fórmula atòmica
En lògica matemàtica, una fórmula atòmica (també coneguda com a àtom o fórmula prima) és una fórmula sense una estructura proposicional més profunda, és a dir, una fórmula que no conté connectors lògics o, equivalentment, una fórmula que no té subfórmules estrictes. Els àtoms són, doncs, les fórmules ben formades més simples de la lògica. Les fórmules compostes es formen combinant les fórmules atòmiques mitjançant els connectors lògics.
La forma precisa de les fórmules atòmiques depèn de la lògica que es consideri; per a la lògica proposicional, per exemple, una variable proposicional sovint es coneix de manera més breu com a "fórmula atòmica", però, més precisament, una variable proposicional no és una fórmula atòmica sinó una expressió formal que denota una fórmula atòmica. Per a la lògica de predicats, els àtoms són símbols de predicat juntament amb els seus arguments, on cada argument és un terme. En teoria de models, les fórmules atòmiques són simplement cadenes de símbols amb una signatura determinada, que pot ser o no satisfactòria respecte a un model determinat.

## Fórmula atòmica en lògica de primer ordre
Els termes i proposicions ben formats de la lògica de primer ordre ordinària tenen la sintaxi següent:
{\displaystyle t\equiv c\mid x\mid f(t_{1},\dotsc ,t_{n})}
és a dir, un terme es defineix recursivament com una constant c (un objecte amb nom del domini del discurs), o una variable x (que recorre els objectes del domini del discurs), o una funció n -ària f els arguments de la qual són termes t k. Les funcions mapen tuples d'objectes a objectes.
Proposicions:
{\displaystyle A,B,...\equiv P(t_{1},\dotsc ,t_{n})\mid A\wedge B\mid \top \mid A\vee B\mid \bot \mid A\supset B\mid \forall x.\ A\mid \exists x.\ A}
és a dir, una proposició es defineix recursivament com un predicat n-ari P els arguments del qual són termes t k, o una expressió composta de connectors lògics (i, o) i quantificadors (per a tot, existeix) utilitzats amb altres proposicions.
Una fórmula atòmica o àtom és simplement un predicat aplicat a una tupla de termes; és a dir, una fórmula atòmica és una fórmula de la forma P (t1 ,…, tn) per a P un predicat, i tn termes.
Totes les altres fórmules ben formades s'obtenen component àtoms amb connectors lògics i quantificadors.
Per exemple, la fórmula ∀ x. P(x)∧∃y. Q(y, f(x)) ∨ ∃z. R (z) conté els àtoms
- {\displaystyle P(x)}
- {\displaystyle Q(y,f(x))}
- {\displaystyle R(z)}.

Com que no hi ha quantificadors que apareguin en una fórmula atòmica, totes les aparicions de símbols variables en una fórmula atòmica són lliures.